# Sanat Jumaxanov
Sanat Sansızbaýulı Jumaxanov (in kazako Санат Сансызбайұлы Жұмаханов?; Şımkent, 30 gennaio 1988) è un calciatore kazako, attaccante dell'Oqjetpes.